# Iglesias de Paz
Las iglesias de la paz son las iglesias o comunidades cristianas que practican pacifismo y abogan por la no violencia. 

## Enseñanza
Las iglesias de paz estiman que Jesús mismo era un pacifista que enseñó y practicó pacifismo, y que es necesario que sus seguidores lo sean también. Consideran que los cristianos solamente aceptaron participar en guerras después del siglo IV cuando se adaptaron al Imperio romano.
Enfatizan en el contenido de fondo del Sermón del Monte (Mateo 5:38-48 y en que el mal solo puede vencerse con el bien (Romanos 12:20). Recuerdan que Jesús rechazó que sus discípulos combatieran con espadas, porque todos los que empuñan la espada a espada perecerán (Mateo 26:52). Piensan que así como Jesús prefiró aceptar morir antes que matar (Juan 18:11), corresponde a cada cristiano tomar su cruz y seguirlo (Mateo 10:38-39, Lucas 14:27).
Consideran por consiguiente que la guerra o la violencia ejercidas por cualquier país, partido o gobierno no son permitidas para los cristianos. La oposición a la guerra es concebida como parte de una concepción totalmente diferente de las relaciones sociales, basada en el amor (1Juan 3:14-19), según la cual a los cristianos no les corresponde el papel de quienes  son tenidos como gobernantes de las naciones  y las oprimen con su poder, sino que el camino del cristiano es servir y entregar su vida como rescate por muchos (Marcos 10:41-45).

## Testimonio
Los y las integrantes de las iglesias de paz ejercen la objeción de conciencia al servicio militar y rechazan cualquier reclutamiento en una fuerza armada, prefiriendo la cárcel o cualquier otro castigo a participar en una guerra o enfrentamiento armado con otras personas, aunque aceptan y consideran una obligación ayudar a los heridos y a las víctimas de cualquier bando.
Las iglesias de la paz, especialmente las más grandes con mayores recursos financieros, han procurado tradicionalmente atender a las víctimas de la guerra, incluidos los "enemigos". Los Cuáqueros enviaron alimentos y de medicinas a Vietnam durante la guerra de Vietnam, y también a Cuba para que las familias pudieran amortiguar los efectos del embargo. El Comité de los Amigos Americanos y el Comité Central de Menonita son agencias denominacionales de la ayuda a personas desamparadas o víctimas de catástrofes o guerras. En los años 90, los Menonitas, los Cuáqueros y la iglesia de los Hermanos, crearon los Equipos Cristianos de Paz (CPT), una organización internacional que trabaja para reducir la violencia e injusticia sistemática en área de conflicto armado. Uno de los integrantes de CPT fue secuestrado y asesinado por un grupo desconocido cuando participaba en Irak en una misión de denuncia de la invasión a ese país y de acompañamiento a las víctimas.

## Diversidad
Ha habido siempre facciones pacifistas en todas las iglesias y grupos cristianos grandes, pero determinadas iglesias han optado constante y consistentemente por una postura del pacifista, desde su fundación. Las iglesias históricas de la paz son específicamente tres grupos: los Menonitas, la iglesia de los Hermanos, y la Sociedad de los Amigos (también llamados Cuáqueros). Son iglesias de paz los Huteritas, los Amish, las Comunidades de Bruderhof y los espiritualistas Schwenkfelderianos, todos estos de tradición de anabaptista. También adoptaron enseñanzas pacifistas los Dujobory y los Molokanes en Rusia, los Hermanos Moravos, los colegiantes holandeses del siglo XVII, e incluso algunos grupos dentro del movimiento pentecostal. Los primeros valdenses eran pacifistas. Grupos más pequeños han sido o son iglesias de la paz.
Destacadas personalidades de cristianas, como el predicador bautista Charles Spurgeon, la cofundadora del Ejército de Salvación Catherine Booth, el escritor ruso León Tolstói, la activista católica Dorothy Day, el monje católico Thomas Merton, el líder por los derechos civiles y pastor bautista Martin Luther King, el sacerdote jesuita Daniel Berrigan o el teólogo Stanley Hauerwas, han sostenido que la fidelidad a Jesucristo excluye la participación en cualquier guerra.
Otro grupo que debe mencionarse en el contexto de las iglesias de la paz son los Testigos de Jehová. Aunque no se denominan a sí mismos como "iglesia", ni se declaran "pacifistas" y aunque divergen de las iglesias de paz en asuntos doctrinales fundamentales, como que no aceptan la creencia en la Trinidad de Dios, los Testigos de Jehová creen y enseñan sin embargo que los cristianos no deben practicar la violencia, que nadie que siga a Jesús tiene derecho colocar su vida a nombre del estado, y que quien así lo hace, cae en la idolatría. Por negarse a participar en la II Guerra Mundial eran llevados a los campos de concentración nazi, donde se les señalaba con un triángulo violeta.

## Nuevo pacifismo cristiano
Un testimonio renovador lo dio entre 1933 y 1945 la Iglesia Confesante de Alemania, fundada por Dietrich Bonhoeffer, que se opuso al nazismo, cuestionado las tesis de "apoyo a las autoridades", aceptadas por la mayoría de las iglesias alemanas y que las condujeron avalar el gobierno de Hitler, el Holocausto y a participar en la guerra al lado de los nazis. La reflexión sobre esta experiencia condujo a muchos cristianos a reexaminar su concepción de la violencia y la guerra. 
El pastor protestante francés André Trocmé y su esposa Magda organizaron en 1942, frente a los nazis, la resistencia No violenta de su congregación y de la población de Le Chambon-sur-Lignon (Alto Loira, límite con Ardèche) y a pesar de que cientos de los resistentes fueron detenidos y algunos murieron en los campos de concentración, lograron salvar las vidas de 5 mil perseguidos por los nazis, la mayoría judíos. Después de la guerra escriibió el libro Jesus y la revolución no-violenta, que es considerado fuente de inspiración por los cristianos pacifistas.
En las diferentes iglesias cristianas ha crecido en las últimas décadas, especialmente después de la II Guerra Mundial, la convicción de que los cristianos deben oponerse a la guerra y defender la No violencia. Desde luego son muy diferentes los matices al respecto. El Consejo Mundial de Iglesias ha participado en numerosas iniciativas de paz. La Iglesia católica y en particular el papa Juan Pablo II se opuso a desatar la reciente guerra de Irak y además hizo una autocrítica histórica pidiendo perdón a los indígenas víctimas de la Conquista de América, a los valdenses y otras víctimas de persecuciones religiosas. El papa Francisco ha expresado repetidamente que la guerra solo the la muerte, y que los conflictos no se resuelven con la guerra. Muchos grupos y comunidades cristianas de Latinoamérica y otras partes del mundo trabajan y luchan por el cambio social mediante el apoyo a la organización y lucha No-violenta de los pobres, los trabajadores, los indígenas, los campesinos, los afroamericanos y otros grupos marginados, discriminados, explotados u oprimidos.